# The 4400
The 4400 er en amerikansk science fiction tv-serie, der i Danmark sendes på TV3. Den begyndte som en miniserie på fem afsnit, der første gang blev sendt i USA fra 11. juli til 8. august 2004. Det var så stor en succes at man lavede en anden sæson, der første gang blev sendt fra 5. juni 2005 til 28. august 2005. Tredje sæson havde premiere den 11. juni 2006 i USA.
Serien er filmet i byen Vancouver i Canada.
Første afsnit starter med at man fra jorden kan se noget der ligner en komet tæt på jorden. Den styrter ned ved foden af bjergkæden Cascades ved Mount Rainier i den amerikanske delstat Washington. Ud af en lyskugle ved nedfaldsstedet dukker præcist 4400 mennesker op. Det er alle mennesker, der på forskellige tidspunkter og steder for flere år siden var forsvundet sporløst. De har præcis samme alder som da de forsvandt og kan intet huske om hvor de har været i mellemtiden.

## National Threat Assessment Command
NTAC (National Threat Assessment Command), der er en fiktiv afdeling i USA's Department of Homeland Security (ansvarlig for indre sikkerhed i USA), har ansvaret for at tage sig af de 4400. Der er mange agenter på sagen. Serien følger hovedsageligt to af dem samt deres overordnede og andre eksperter:
- Tom Baldwin – Hans ægteskab til Linda er officielt ovre. Tom kæmper for at holde på forholdet til sin søn Kyle. Han vender tilbage til arbejdet sammen med hans partner Diana Skouris for at forhindre katastrofen, fremtiden advarede ham om på Highland Beach. Spillet af Joel Gretsch.
- Diana Skouris – Diana er blevet genforenet med Agent Baldwin efter en række af uduelige partnere. Hun tager en stor beslutning i sit liv, da hun officielt adopterer 4400 Maia Rutledge som sin datter. Spillet af Jacqueline McKenzie.
- Dennis Ryland – Baldwin og Skouris' overordnede og leder af NTAC's Seattlekontor i første sæson. Spillet af Peter Coyote.
- Marco Pacella – En af "hjernerne" i NTAC's teori rum. Marco hjælper Tom og Diana med at få de utallige "Ripple Effects" som the 4400 laver, til at give en mening. Spillet af Richard Kahan.
- Nina Jarvis – Chef for NTAC's Pacific Northwest Division i sæson 2 og 3. Afløser den forfremmet Dennis Ryland. Spillet af Samantha Ferris.
- Meghan Doyle – Chef for NTAC's Pacific Northwest Division i sæson 4. Afløser Nina Jarvis. Spillet af Jenni Baird.

## The 4400
1. Shawn Farrell Født 12. december 1983. Bortført 22. april 2001 i Highland Beach, WA i en alder af 18 år. Det var ikke meningen at Shawn skulle bortføres, men da han afbrød bortførelsen af Kyle tog fremtiden ham i stedet for. Shawn flytter til The 4400 Center, da han bliver uvenner med sin familie. Her møder han Jordan Collier, som bliver hans vejleder. Efter Jordan Colliers død, overtager Shawn The 4400 Center. Overnaturlig evne: Kan både heale og slå ihjel ved en simpel berøring. Spillet af Patrick Flueger
2. Maia Skouris Født 28. februar 1938. Bortført 3. marts 1946 i Cresent City, Californien i en alder af 8 år. Maia var den første – som vi har hørt om – der blev bortført. Og med sine bare 8 år er hun også den yngste. Da hun vender tilbage, er der ingen til at tage sig af hende. Diana Skouris træder til og adopterer Maia. Maia har store problemer med alle de fremtidsvisioner hun ser. Hun vil så gerne være normal. Hun fortæller Diana at hun ikke ser dem mere, men det gør hun og hun skriver alle sammen ned i hendes dagbog. Maia får en fremtidsvision og fortæller Diana at "Krigen er kun lige begyndt". Overnaturlig evne: clairvoyant. Spillet af Conchita Campbell
3. Lily Tyler Født 4. august 1966. Bortført 26. maj 1993 i Orlando, Florida, i en alder af 26. Da Lily vendte tilbage fandt hun ud af at hendes mand havde giftet sig igen og at hendes datter Heidi, troede at hans nye kone var hendes biologiske mor. Lily mødte Richard Tyler i karantænen og blev forelsket i ham. Lily opdagede hurtigt at hun var gravid og at Richard var far til barnet. Barnet blev undfanget mens de var i fremtiden. Overnaturlig evne: ingen. Spillet af Laura Allen
4. Richard Tyler Født 18. september 1922. Bortført 11. maj 1951, Sinanju, i en alder af 30 år. Richard var pilot i Korea krigen i 1951 da han forsvandt. Da han vendte tilbage mødte han Lily Moore, barnebarn af den kvinde som han var forlovet med før han blev kidnappet. Lily opdagede hurtigt at hun var gravid og at Richard var far til barnet. Barnet blev undfanget mens de var i fremtiden. Overnaturlig evne: telekinese. Spillet af Mahershalalhashbaz Ali
5. Isabelle Tyler Født 2004. Isabelle blev undfanget i fremtiden af Lily og Richard Tyler. Det var Isabelles blod der reddede alle The 4400. Isabelle havde en dramatisk og øjeblikkelig forvandling der gjorde hende til en ung kvinde. Overnaturlig evne: kan manipulere med mennesker. Spillet af Megalyn Echikunwoke
6. Jordan Collier Født 12. marts 1963. Bortført 10. april 2002, New York, New York, i en alder af 40 år. Selv om Jordan stadigvæk lider efter det sidste møde med den ufødte Isabelle, var det en åbenbaring for ham. Milliardæren har udnævnt sig selv som leder af The 4400. Han har åbnet det første The 4400 Center – et sted for alle hjemvendte, men også et sted for almindelige mennesker der som leder efter The 4400 i dem selv. Jordan bliver skudt – af Kyle Baldwin (mon det nu var ham). Efter hans begravelse forsvinder hans lig på  mystisk vis. Rygterne siger at han stadig er i live. Overnaturlig evne: Kan fjerne Promicin ud af folk. Spillet af Billy Campbell
7. Alana Mareva Født 17. oktober 1969. Bortført 5. september 2001, Seattle, Washington. Alana og Tom Baldwin mødte hinanden i en anden verden – som Alana havde skabt af Toms minder. I den verden var de mand og kone i 8 år. Da de vender tilbage til den virkelige verden fortsætter de med at se hinanden. Alana arbejder i dag i et kunstgalleri. Overnaturlig evne: kan skabe virtuelle oplevelser af folks minder. Spillet af Karina Lombard

## Sæson 1
Forskere opdager en komet der har udsigt til at kollidere med Jorden. Men kort tid før objektet rammer, manøvrerer dét og lægger an til landing i stedet. Kamerafolk og journalister, der er "on location", opdager en enorm mængde mennesker, og intet krater efter et nedslag, som forventet. Disse mennesker, hvilke der viser sig at være 4400 af, opholder sig nogle dage i et isoleret område. Men juridisk får de krav på deres frihed, og agenterne kan kun samarbejde med dem, der vil, i at opklare hvad der er sket. Det viser sig hurtigt, at alle de hjemvendte er mennesker som blev bortført enten for få år siden, eller for mange årtier siden. Med tiden opdager man, at alle de hjemvente har hver deres specielle evne, som eksempelvis at kunne se fremtiden, suge livsgivende kræfter ud af mennesker – eller give, mm. Kyle, ven af den hjemvendte 4400'er Shawn, har ligget i koma i tre år, indtil han blev genoplivet af Shawn, der evner at give livsgivende kræfter, viser sig at være nøglen til forklaringen på, hvor de 4400 kommer fra. De 4400 stammer fra fremtiden, og er blevet kidnappet af folk fra fremtiden. De blev udstyret med deres specielle kræfter, for at kunne bruge dem til at forhindre Jorden i sin undergang.

## Ekstern henvisning
- Officielt websted
- Danmarks Uofficielle hjemmeside Arkiveret 2. maj 2009 hos  Wayback Machine